# Barbara Maria Stafford
Barbara Maria Stafford (Viena, 1941) es una historiadora del arte y profesora universitaria estadounidense.

## Biografía
Barbara Maria Stafford nació en Viena en plena Segunda Guerra Mundial, hija de padres europeos. En 1947 se trasladó con su familia a vivir en Estados Unidos. Cursó sus estudios en la Universidad de Northwestern donde se especializó en Filosofía Continental y Literatura Comparada. Cursó estudios de posgrado durante un año en La Sorbona en París. Realizó los estudios de doctorado en la Universidad de Chicago y con una beca cursó parte de ellos en el Instituto Warburg de Londres. Comenzó su carrera como profesora en la Universidad Nacional Louis y en la Universidad Loyola, ambas en Chicago. Después estuvo casi diez años en la Universidad de Delaware y otros diecinueve años en la Universidad de Chicago, donde es profesora emérita desde 2010. Entre 2010 y 2012 fue profesora visitante y crítica distinguida de la Facultad de Arquitectura del Instituto de Tecnología de Georgia.
Sus investigaciones a lo largo de su carrera se han centrado en los nexos entre las artes, la ciencia y la tecnología. Así, en sus libros, la geografía, la geología y la mineralogía están presentes en Voyage into Substance (1984); la anatomía y las ciencias de la vida en Body Criticism (1991), o la neurociencia y la ciencia cognitiva en Echo Objects (2007). También ha escrito manifiestos fundamentados históricamente sobre la trascendencia crucial de las artes visuales y sensoriales para la educación y para la sociedad en general (Artful Science, 1994, y Good Looking, 1996). Su último libro publicado es The Field Guide to a New Metafield: Bridging the Humanities-Neurosciences Divide (2011). Estos ensayos recientes examinan las formas revolucionarias en las que las ciencias del cerebro están cambiando nuestra visión del sensorium global y flexionando nuestras suposiciones fundamentales sobre la percepción, la sensación, la emoción, las imágenes mentales y la subjetividad.
A lo largo de su carrera ha recibido becas de investigación y reconocimientos del National Endowment for the Humanities, del Center for Advanced Study in the Visual Arts, del Getty Research Institute, de la John Simon Guggenheim Memorial Foundation, de la Alexander von Humboldt Stiftung (Premio de Investigación Humboldt), del Wissenschaftskolleg zu Berlin, de la John Templeton Foundation, Universidad del Sur de California, y la beca MacGeorge de la Universidad de Melbourne.
Barbara Maria Stafford es miembro de diferentes entidades académicas y sociales como la American Society for Eighteenth-Century Studies, la Sociedad de Historia de la Ciencia, la Société de l'Histoire de l'Art Français o la Sociedad de Historiadores de la Arquitectura.